# Dimitris Diamantidis
Dimitris Diamantidis (también llamado Dimitrios Diamantidis y en griego:Δημήτρης Διαμαντίδης nació el 6 de mayo de 1980 en Kastoriá, Grecia) es un exjugador profesional de baloncesto de Grecia. Comenzó su carrera con el equipo local del Kastoria en 1994 a la edad de 14 años. Diamantidis era el único jugador europeo de la historia en ser nombrado el mismo año (2011) MVP de la Euroliga y MVP de la Final Four de la Euroliga y Mejor Defensor de la Euroliga. Uno de los mejores bases ofensivos y defensivos, ya que Diamantidis podría cerrar a un oponente o dominar el juego en ataque.

## Biografía
En 1999, a los 19 años comenzó su carrera profesional en el Iraklis BC. En este equipo ganó el MVP de la liga griega en la temporada 2003-2004.
En 2004 fichó por el Panathinaikos BC de Atenas, equipo con el que ganó el campeonato griego en 9 ocasiones (2005, 2006, 2007, 2008, 2009, 2010, 2011, 2013, 2014,), la copa en otras diez (2005, 2006, 2007, 2008, 2009, 2012, 2013, 2014, 2015, 2016) y la Euroliga en las temporadas 2006-07, 2008-09 y 2010-11
Desde 2004 y durante los 12 años que lleva en el OAKA no ha dejado título individual sin coronar. Ha sido nombrado mejor defensor de la Euroliga en seis ocasiones. Ha formado parte del quinteto ideal de esta competición durante cuatro años, tres de ellos de forma consecutiva. Y ha sido nombrado jugador más valorado en las finales de 2007 y 2011.
En la Euroliga 2010-2011 fue nombrado mejor jugador de la competición y de su Final Four. Diamantidis fue escogido en el mejor quinteto de la euroliga y también fue seleccionado como el MVP de la temporada.  Diamantidis coronó su dominante temporada 2010-11 con una actuación estelar en la Final Four. Tuvo 8 puntos, 4 rebotes, 9 asistencias y 2 robos para un PIR de 22 en la semifinal contra Montepaschi Siena. Diamantidis lo hizo aún mejor – 16 puntos, 5 rebotes, 9 asistencias, 2 robos y un PIR de 24 – en el partido del campeonato contra Maccabi Electra Tel Aviv. Con el partido aún muy reñido, 64-69, Diamantidis comenzó en el último minuto con una asistencia a Mike Batiste, un robo y un tiro libre de 3 por 4 para poner el partido en hielo y traer otro título a Panathinaikos. Diamantidis llevó al Panathinaikos a otra Final Four en 2012, pero el CSKA de Moscú se interpuso en el camino de su equipo en las semifinales. Ganó los honores del primer equipo de la All-EuroLeague tres veces en esta década, en las temporadas 2010-11, 2011-12 y 2012-13, y fue elegido como el MVP del mes de la Euroliga dos veces. Tan pronto como se retiró en 2016, Diamantidis fue oficialmente elegido como una leyenda del baloncesto de la Euroliga y el Panathinaikos retiró su camiseta número 13.
Diamantidis ocupa el primer lugar es la estadística global de robos en la Euroliga y en la liga A1, así como el primer puesto en asistencias en la Euroliga y en la A1. Durante la temporada 2014/2015, Diamantidis superó las 1000 asistencias de la historia de la Euroliga. Εl 31 de marzo de 2020 fue seleccionado en el mejor equipo de la década (2010-2020) de la Euroliga. Diamantidis el único jugador griego que se incluye en los dos mejores equipos en la historia de la competencia (2000-2010, 2010-2020).

## Selección griega
Diamantidis fue miembro destacado de la selección nacional griega que participó en los Juegos Olímpicos de Atenas en el 2004 y de Pekín en el 2008. 
Diamantidis fue miembro de la escuadra campeona de Europa en el Eurobasket de 2005. También fue elegido como uno de los integrantes del mejor "quinteto" de dicho EuroBasket.
Es ya todo un veterano con la selección griega, pero no acudió al último Eurobasket por culpa de una operación que le impidió jugar al máximo. Ha ganado una medalla de plata en el Mundial de 2006 que perdieron frente a España.

## Estadísticas

### Euroliga
Estadísticas de Diamantidis.
| † | Denota temporada en la que Diamantidis ganó la Euroleague |

|  | Líder de la liga |

| Año      | Equipo        | PJ  | PT  | MPP  | %TC  | %3P  | %TL  | RPP | APP | ROB | TPP | PPP  | PIR  |
| -------- | ------------- | --- | --- | ---- | ---- | ---- | ---- | --- | --- | --- | --- | ---- | ---- |
| 2004–05  | Panathinaikos | 25  | 20  | 27.4 | .544 | .467 | .709 | 3.7 | 3.1 | 2.0 | .6  | 8.5  | 12.5 |
| 2005–06  | Panathinaikos | 23  | 22  | 30.1 | .492 | .269 | .785 | 4.5 | 2.9 | 2.3 | .8  | 8.7  | 13.1 |
| 2006–07† | Panathinaikos | 24  | 24  | 29.1 | .489 | .460 | .780 | 3.9 | 3.9 | 2.2 | .6  | 8.9  | 14.3 |
| 2007–08  | Panathinaikos | 19  | 19  | 30.9 | .484 | .435 | .769 | 5.3 | 3.3 | 1.8 | .7  | 8.5  | 15.1 |
| 2008–09† | Panathinaikos | 21  | 12  | 27.3 | .486 | .441 | .863 | 4.4 | 3.1 | 1.5 | .5  | 8.5  | 14.0 |
| 2009–10  | Panathinaikos | 12  | 9   | 26.7 | .559 | .516 | .738 | 2.9 | 3.3 | 1.5 | .3  | 9.4  | 13.7 |
| 2010–11† | Panathinaikos | 22  | 21  | 30.5 | .433 | .370 | .872 | 3.9 | 6.2 | 1.6 | .1  | 12.5 | 18.5 |
| 2011–12  | Panathinaikos | 23  | 21  | 30.0 | .448 | .425 | .882 | 3.7 | 4.8 | 1.5 | .5  | 11.5 | 16.4 |
| 2012–13  | Panathinaikos | 27  | 25  | 31.5 | .368 | .315 | .712 | 3.4 | 5.8 | 1.4 | .4  | 8.1  | 13.1 |
| 2013–14  | Panathinaikos | 29  | 27  | 31.2 | .324 | .283 | .763 | 2.4 | 6.2 | 1.4 | .1  | 8.9  | 12.8 |
| 2014–15  | Panathinaikos | 27  | 27  | 27.3 | .410 | .379 | .814 | 2.3 | 5.9 | .9  | .3  | 8.0  | 12.1 |
| 2015-16  | Panathinaikos | 26  | 1   | 21.2 | .459 | .376 | .827 | 2.3 | 4.2 | .8  | .2  | 7.2  | 10.3 |
| Total    |               | 278 | 228 | 28.7 | .442 | .375 | .795 | 3.5 | 4.5 | 1.6 | .4  | 9.0  | 13.7 |

## Palmarés

### Panathinaikos BC
- 3 Euroligas  (2007, 2009, 2011)
- 9 A1 Ethniki (2004-05, 2005-06, 2006-07, 2007-08, 2008-09, 2009-10, 2010-11, 2012-13, 2013-14)
- 10 Copas de Grecia (2005, 2006, 2007, 2008, 2009, 2012, 2013, 2014, 2015, 2016)

### Selección nacional

#### Campeonato del Mundo
- Medalla de plata en el Mundial de 2006.

#### Campeonato de Europa
- Medalla de oro en el Europeo de 2005.

### Consideraciones personales
- MVP de la Euroliga (2011)
- Euroliga Leyenda (2016)
- MVP de la Final Four de la Euroliga (2007 y 2011)
- Mejor Defensor de la Euroliga (2005, 2006, 2007, 2008, 2009 y 2011)
- Mejor Equipo de la Década de la Euroliga (2000-2010)
- Mejor Equipo de la Década de la Euroliga (2010-2020)[12]
- Mejor Quinteto de la Euroliga (2007, 2011, 2012, 2013)
- Euroliga MVP del Mes: (diciembre de 2010, marzo/abril de 2012)
- Euroliga MVP de la semana: (2008, 2010, 2x 2012, 2014)
- Mr. Europa (2007)
- MVP de la A1 Ethniki (2004, 2006, 2007, 2008, 2011, 2014)
- MVP del playoff de la A1 Ethniki (2006, 2007, 2011, 2014)
- Mejor Defensor de la A1 Ethniki (2008, 2009, 2011)
- 11 veces elegido en el primer quinteto ideal de la A1 Ethniki (2004, 2005, 2006, 2007, 2008, 2010, 2011, 2012, 2013, 2014, 2016)
- 12 veces All-Star Griego (2002-2011, 2013, 2014)
- MVP de la final de la Copa de Grecia (2009 y 2016)
- Mejor anotador de la final de la Copa de Grecia (2009 y 2013)
- Jugador con más partidos en la final de Copa de Grecia: (12)
- Jugador con más títulos de la Copa del Grecia: (10)
- Atleta mejor los de Grecias: 2007
- El mejor quinteto de Eurobasket de 2005
- MVP del torneo Acropolis: (2005, 2006)

## Curiosidades
El gimnasio de su ciudad, Kastoria, le puso de nombre Dimitris Diamantidis ya que fue el primer equipo donde jugó Dimitris al baloncesto.De aquí el cambio del nombre del gimnasio.